# Gå ut med evangelium
Gå ut med evangelium är en psalm med text skriven 1981 av Olov Hartman. Musiken är skriven 1981 av Sven-Erik Bäck

## Publicerad i
- Psalmer i 90-talet som nr 826 under rubriken "Kyrkan och gudstjänsten"